# المغرب في الألعاب الأولمبية الشتوية 2018
يشارك المغرب في الألعاب الأولمبية الشتوية 2018 في بيونغ تشانغ في كوريا الجنوبية في الفترة من 9 إلى 25 فبراير 2018، وهي المشاركة السابعة للمغرب في الألعاب الأولمبية الشتوية. الوفد المغربي يتكون من رياضيين اثنين هما : آدم لمحمدي في التزلج على المنحدرات الثلجية وسمير عزيماني في التزلج الريفي.

## وفد
ويبين الجدول التالي عدد من الرياضيين المغاربة المسجلين في كل تخصص:
| الرياضة                      | الانضباط | الرجال | المرأة | مجموع |
| ---------------------------- | -------- | ------ | ------ | ----- |
| التزلج                       |          |        |        |       |
| التزلج على المنحدرات الثلجية | 1        | 0      | 1      |       |
| التزلج الريفي                | 1        | 0      | 1      |       |
| مجموع                        | مجموع    | 2      | 0      | 2     |

## الاختبارات

### التزلج على جبال الألب

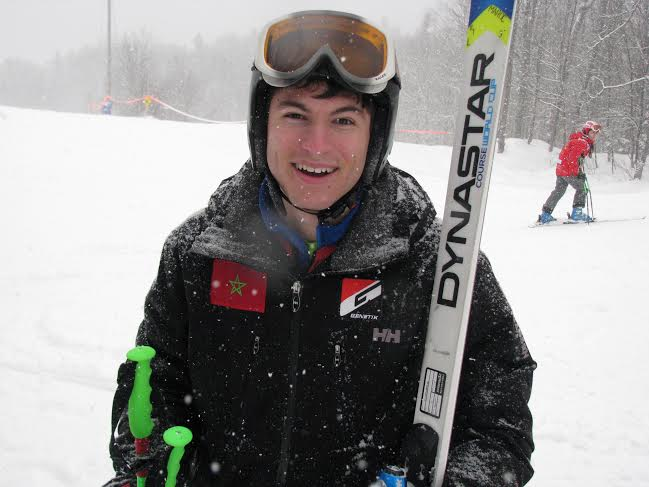
آدم لمحمدي.

المغرب خطوط ممثل في أحداث التزلج على جبال الألب في هذه الألعاب الأولمبية. هذا هو آدم لمحمدي، الذي ولد في 22 في Charlesbourg (كيبيك) ، مع مزدوج الجنسية المغربي-الكندي الذي كان صاحب الميدالية الذهبية في السوبر جي الألعاب الأولمبية للشباب في عام 2012 في انسبروك (النمسا)، و ممثل المغرب في الألعاب الأولمبية الشتوية في سوتشي (روسيا) في عام 2014.
مرة أخرى في كندا، وهو يدمج في 2015 مع كلية Cégep دي سانت فوي الدائرة الجامعي الكيبيكية التزلج على جبال الألب من شبكة دو الرياضة étudiant كيبيك الذي أنهى أول من المنافسين الكلية ، ثم من عام 2016 مع الأحمر والذهب منجامعة لافال الذي أنهى في أول موسم له قالب:2ème من التصنيف العام وفاز بجائزة الصاعد الذكور من السنة ·  ثم في عام 2017 بطل أفضل رياضي ذكر · .
وقال انه تم أيضا ممثل المغرب فيفصل الشتاء الجامعات 2017 في ألماتي (كازاخستان) حيث هناك فئة 15 في سباق التعرج العملاق.

#### نتيجة
| آدم لمحمدي | سباق التعرج العملاق |
| آدم لمحمدي | سباق التعرج         |

### التزلج عبر البلاد
| سمير عزيماني | على بعد 15 كم مجانا |

## الملاحق

### مقالات ذات صلة
- الرياضة في المغرب
- المغرب في الألعاب الأولمبية

### وصلات خارجية
- المغرب على موقع اللجنة الأولمبية الدولية
- موقع اللجنة الأولمبية الوطنية المغربية،